# Gumpert Tornante
Gumpert Tornante — концепт-кар німецької компанії Gumpert Sportwagenmanufaktur, що був презентований 2011 Женевському автосалоні. Дизайн кузова з вуглепластику розробила італійська компанія Carrozzeria Touring Superleggera.
Передбачалось створити серійну модель Tornante з багажником в 200 л, більшою і комфортнішою кабіною, ніж у Gumpert Apollo. Її серійне виготовлення планували розпочати 2012, але через брак зацікавлення на салоні, значні фінансові проблеми компанії запуск відклали. Після реорганізації компанії оголосили про можливість початку виготовлення 2015 Gumpert Tornante.  Модель повинна розвивати швидкість понад 310 км/год, прискорення 0-100 км/год за 3,0 сек. Розглядалась можливість виготовлення модифікації Tornante з потужнішим мотором.